# Hiroki Okui
Hiroki Okui (奥井 大貴 Okui Hiroki?, nacido el 27 de junio de 1999 en Osaka) es un futbolista japonés que se desempeña como defensa.

## Trayectoria

### Clubes
| Club               | País  | Año  |
| ------------------ | ----- | ---- |
| Gamba Osaka        | Japón | 2017 |
| Gamba Osaka sub-23 | Japón | 2017 |

## Estadística de carrera

### J. League
| Club               | Año   | J. League | J. League | Copa J. League | Copa J. League | Total | Total |
| Club               | Año   | Part.     | Goles     | Part.          | Goles          | Part. | Goles |
| ------------------ | ----- | --------- | --------- | -------------- | -------------- | ----- | ----- |
| Gamba Osaka        | 2017  | 0         | 0         | 0              | 0              | 0     | 0     |
| Gamba Osaka sub-23 | 2017  | 1         | 0         | -              | -              | 1     | 0     |
| Total              | Total | 1         | 0         | 0              | 0              | 1     | 0     |